# Butis humeralis
Butis humeralis es una especie de pez del género Butis, familia Butidae. Fue descrita científicamente por Valenciennes en 1837.
Se distribuye por la región del Indo-Pacífico: Indochina e Indonesia. La longitud estándar (SL) es de 14,2 centímetros. Especie demersal que habita en aguas dulces.
Está clasificada como una especie marina inofensiva para el ser humano.